# أندرياس ياكوبسون
أندرياس ياكوبسون (بالسويدية: Andreas Jakobsson)‏ (مواليد 6 أكتوبر 1972) هو لاعب كرة قدم. يلعب مع منتخب السويد لكرة القدم. سبق له أن لعب في كأس العالم لكرة القدم مع منتخب بلاده.

## مسيرته الكروية
لعب أندرياس ياكوبسون خلال مسيرته الاحترافية مع 5 أندية في عشرون موسمًا وسجل خلالها 23 هدفًا ضمن 455 مباراة. حيث فاز في ثلاثة مواسم بالكأس وفي موسمين بالدوري.
خاض أندرياس ياكوبسون مسيرته مع نادي لاندسكرونا ‏ في موسم 1990 ليلعب معه خمسة مواسم، مشاركًا في 99 مباراة سجل خلالها هدفين. ثم انتقل إلى نادي هلسينغبورغ في موسم 1995 في المرة الأولى ليلعب معه ستة مواسم ثم في موسم 2005 واستمر معه طيلة ثلاثة مواسم، حيث شارك طوالها في 193 مباراة سجل خلالها 10 أهداف. لينتقل بعدها إلى نادي هانزا روستوك في موسم 2000–01 واستمر معه طيلة ثلاثة مواسم، مشاركًا في 99 مباراة سجل خلالها 4 أهداف. ثم انتقل إلى نادي بروندبي في موسم 2003–04 ولمدة موسمين، مشاركًا في 37 مباراة سجل خلالها 5 أهداف. هذا وانتقل لاحقًا إلى نادي ساوثهامبتون في موسم 2004–05 لمدة موسم واحد، مشاركًا في 27 مباراة سجل خلالها هدفين.

## روابط خارجية
- أندرياس جاكوبسون على موقع الاتحاد الدولي (مؤرشف)  (الإنجليزية)
- أندرياس جاكوبسون على موقع قاعدة بيانات كرة القدم.إي يو (الإنجليزية)
- أندرياس جاكوبسون على موقع بيانات كرة القدم. دي إي (الألمانية)
- أندرياس جاكوبسون على موقع ناشيونال فوتبول تيمز (الإنجليزية)
- أندرياس جاكوبسون على موقع Soccerbase.com (لاعب) (الإنجليزية)
- أندرياس جاكوبسون على موقع عالم كرة القدم.نت (الإنجليزية)
- أندرياس جاكوبسون على موقع كووورة